# Vista (Missouri)
Vista é uma vila localizada no estado americano de Missouri, no Condado de St. Clair.

## Demografia
Segundo o censo americano de 2000, a sua população era de 55 habitantes.
Em 2006, foi estimada uma população de 54, um decréscimo de 1 (-1.8%).

## Geografia
De acordo com o United States Census Bureau tem uma área de
0,3 km², dos quais 0,3 km² cobertos por terra e 0,0 km² cobertos por água. Vista localiza-se a aproximadamente 290 m acima do nível do mar.

## Localidades na vizinhança
O diagrama seguinte representa as localidades num raio de 16 km ao redor de Vista.